# Лекарственные психотропные препараты
Лекарственные психотропные препараты — психоактивные вещества, применяемые для оказания воздействия на химический состав компонентов головного мозга и нервной системы. Большинство этих препаратов созданы из синтетических химических соединений. Обычно используются для лечения психических расстройств и часто назначаются лечащими врачами в психиатрических учреждениях при недобровольной госпитализации. В середине XX века такие препараты стали ведущими методами лечения широкого спектра психических заболеваний: из-за этого потребность в длительной госпитализации снизилась, что понизило стоимость психиатрической помощи. Однако во многих странах уровень рецидивов или повторной госпитализации психически больных остаётся высоким, и причины этого находятся в стадии исследования.

## История возникновения и влияние
В середине XX века было разработано несколько очень значимых психотропных препаратов. В 1948 году в качестве такого препарата впервые был использован литий. Одним из наиболее важных открытий явился хлорпромазин — антипсихотик, который впервые применили в 1952 году. В том же десятилетии Джулиус Аксельрод провёл исследования взаимодействия нейромедиаторов, заложившие основу для дальнейшей разработки лекарств. С тех пор популярность этих препаратов значительно возросла, и ежегодно их назначают миллионам пациентов.
Введение этих препаратов сильно повлияло на лечение психических заболеваний: теперь больше пациентов можно было лечить без необходимости помещения в психиатрическую больницу. Это было, как считается, одной из ключевых причин, по которой многие страны перешли к реформации институтов здравоохранения, закрыв многие из больниц, чтобы пациенты могли лечиться на дому или в больницах общего профиля и небольших учреждениях. Также сократилось использование физических ограничений, таких как смирительные рубашки.

## Государственный контроль
Психиатрические лекарства отпускаются по рецепту врача-психиатра. В США они могут выписываться по рецепту практикующей психиатрической медсестры. Некоторые штаты и территории США предоставили права выдачи рецептов клиническим психологам, если они прошли дополнительное специализированное образование и подготовку в области медицинской психологии. В дополнение к привычному способу введения в виде таблеток появляются новые способы введения психиатрических препаратов, такие как трансдермальные, ингаляционные, суппозиторные или депо-инъекционные добавки.

## Исследования
Психофармакология изучает широкий спектр веществ с различными типами психоактивных свойств. Профессиональные и коммерческие области фармакологии и психофармакологии обычно не фокусируются на психоделических или рекреационных веществах, и поэтому большинство исследований проводится на психиатрических препаратах. В то время как исследования проводятся по всем психоактивным препаратам в обеих областях, психофармакология фокусируется на психоактивных и химических взаимодействиях в мозге.

## Побочные эффекты и реклама
В США все больше внимания уделяется таким распространённым психическим расстройствам, как депрессия, психоз и биполярное расстройство. Наиболее часто для их лечения используют такие лекарства, как антидепрессанты, антипсихотики и литий, обладающие значительной нейротоксичностью.
При применении психиатрических препаратов существует риск нейротоксических побочных эффектов. Возникновение таких эффектов потенциально может снизить соблюдение режима приёма лекарственных средств. Некоторые побочные эффекты (см. Нейролептические экстрапирамидные расстройства) можно лечить симптоматически с помощью вспомогательных препаратов, таких как антихолинергические средства (антимускариновые препараты). Если приём лекарств прекращён или прекращён слишком быстро, то возможно возникновение таких побочных эффектов, как синдром отмены, синдром рикошета или повторное возникновение серьёзного психоза.

### Комбинации лекарств с клинически неопробованными рисками
Клинические испытания психиатрических препаратов, как и других лекарств, обычно подразумевают отдельное тестирование каждого препарата. Однако, в психиатрии (в большей степени, чем в соматической медицине) существует практика использования полифармации в комбинациях лекарств, которые проходили клинические испытания отдельно, но никогда не тестировались вместе. Аналогично смешанному злоупотреблению наркотиками, причиняющему значительно больший ущерб, чем совокупные воздействия повреждений головного мозга, вызванные использованием только одного запрещённого препарата, совместный приём психиатрических препаратов создаёт риск побочных эффектов (в особенности риск повреждения головного мозга) в реальной психиатрии смешанных лекарств, которые не видны в клинических испытаниях одного лекарства за раз. За пределами клинических испытаний имеются доказательства увеличения смертности, когда пациенты переводятся на полипрагмазию с увеличением количества смешиваемых лекарств.

## Типы препаратов
Существует пять основных групп психиатрических препаратов:
- Антидепрессанты, которыми лечат такие расстройства, как клиническая депрессия, дистимия, тревожные расстройства, расстройства пищевого поведения и пограничное расстройство личности[18].
- Антипсихотики, которыми лечат психотические расстройства (такие, как шизофрения) и психотические симптомы, возникающие в контексте других расстройств (таких, как расстройства настроения). Кроме того, они используются для лечения биполярного расстройства.
- Анксиолитики, которыми лечат тревожные расстройства и которые включают снотворные и седативные средства.
- Стабилизаторы настроения (нормотимики), которыми лечат биполярное расстройство и шизоаффективное расстройство.
- Стимуляторы, которыми лечат такие расстройства, как нарколепсия и синдром дефицита внимания и гиперактивности.

## Антидепрессанты
Антидепрессанты — это препараты, используемые для лечения клинической депрессии. Часто они также используются при повышенной тревожности и других расстройствах. Большинство антидепрессантов препятствуют расщеплению серотонина, норадреналина и/или дофамина. Широко используемый класс антидепрессантов называется селективными ингибиторами обратного захвата серотонина (СИОЗС), препараты этого класса воздействуют на переносчики серотонина в головном мозге, повышая уровень серотонина в синаптической щели. Другой класс — ингибиторы обратного захвата серотонина и норадреналина (СИОЗСиН), которые повышают как уровень серотонина, так и уровень норадреналина. Антидепрессантам часто требуется 3—5 недель, чтобы оказать заметный эффект по мере адаптации регуляции рецепторов в головном мозге. Существует несколько классов антидепрессантов, которые обладают различными механизмами действия: например, отдельным классом антидепрессантов являются ингибиторы моноаминоксидазы (ИМАО), которые, как считается, блокируют действие моноаминоксидазы — фермента, расщепляющего серотонин и норадреналин. ИМАО не используются в качестве лечения первой линии из-за риска гипертонического криза, связанного с потреблением продуктов, содержащих аминокислоту тирамин.
Приём антидепрессантов может индуцировать манию, гипоманию как у пациентов с биполярным расстройством, так и без него:754—755. Риск инверсии аффекта (то есть развития мании или гипомании) при приёме антидепрессантов особенно высок у пациентов с биполярным расстройством I типа и низок у пациентов с униполярной депрессией; для биполярного расстройства II типа характерен промежуточный риск в сравнении с биполярным расстройством I типа и униполярной депрессией. В целом антидепрессанты могут негативно влиять на течение болезни у биполярных пациентов:320
Антидепрессанты, обладающие седативным действием, могут способствовать развитию психомоторной заторможенности (вялость, сонливость), снижению концентрации внимания. Антидепрессанты, обладающие стимулирующим действием, могут приводить к обострению тревоги, усиливать психомоторную ажитацию, нарушения сна; при наличии у пациента суицидальных мыслей стимулирующие антидепрессанты могут способствовать реализации суицидальных тенденций. Поэтому антидепрессанты-седатики следует назначать в случае преобладания в структуре депрессивного синдрома тревоги и ажитации, стимулирующие антидепрессанты — при заторможенности и апатии; препараты сбалансированного действия могут применяться в обоих случаях.

### Распространённые антидепрессанты
- Флуоксетин (Прозак), СИОЗС
- Пароксетин (Паксил), СИОЗС
- Циталопрам (Ципрамил), СИОЗС
- Эсциталопрам (Ципралекс), СИОЗС
- Сертралин (Золофт), СИОЗС
- Дулоксетин (Симбалта), СИОЗСиН
- Венлафаксин (Эффексор), СИОЗСиН
- Амитриптилин (Элавил), ТЦА
- Имипрамин (Мелипрамин), ТЦА
- Кломипрамин (Анафранил), ТЦА
- Миртазапин (Ремерон), НаССА
- Миансерин (Леривон), НаССА
- Тразодон (Триттико), ССА
- Бупропион (Веллбутрин), СИОЗНиД
- Агомелатин (Вальдоксан), мелатонинергический антидепрессант
- Изокарбоксазид — в РФ не зарегистрирован, ИМАО
- Фенелзин — в РФ не зарегистрирован, ИМАО
- Транилципромин — в РФ не зарегистрирован, ИМАО
- Моклобемид (Аурорикс), ИМАО

### Классификация антидепрессантов в зависимости от наличия у них седативного или стимулирующего действия
- Антидепрессанты-седатики: тримипрамин, доксепин, амоксапин, амитриптилин, азафен, миансерин, тразодон, флувоксамин.
- Антидепрессанты сбалансированного действия: мапротилин, тианептин, сертралин, пиразидол, кломипрамин, венлафаксин, досулепин.
- Антидепрессанты-стимуляторы: имипрамин, дезипрамин, нортриптилин, флуоксетин, моклобемид и другие ИМАО (за исключением пиразидола), гептрал, ребоксетин, бупропион.

## Антипсихотики
Антипсихотики — это препараты, используемые для лечения различных симптомов психоза, например, вызванных шизофренией или другими психотическими расстройствами. Атипичные антипсихотики, в отличие от типичных, могут применяться в качестве стабилизаторов настроения (нормотимиков) при лечении биполярного расстройства; кроме того, они могут усиливать действие антидепрессантов при серьёзных депрессивных расстройствах. Антипсихотики также называют нейролептическими препаратами, или нейролептиками; другое, устаревшее их название — «большие транквилизаторы».
Существуют две группы антипсихотиков: типичные антипсихотики и атипичные антипсихотики. Большинство антипсихотиков доступны только по рецепту врача.
Антипсихотики вызывают характерные неврологические побочные действия — экстрапирамидные расстройства. Им присущи такие психические побочные эффекты, как нейролептический дефицитарный синдром и нейролептическая депрессия. Наиболее часто нейролептический дефицитарный синдром вызывают типичные нейролептики:247, но атипичные антипсихотики тоже способны его вызывать. Атипичные антипсихотики сравнительно редко вызывают депрессию, однако присущая некоторым из атипичных антипсихотиков (рисперидон, амисульприд и др.) гиперпролактинемия может приводить к развитию депрессивных нарушений.

### Распространённые антипсихотики

##### Типичные антипсихотики
- Хлорпромазин (Аминазин)
- Галоперидол (Haldol)
- Трифлуоперазин (Трифтазин)
- Тиопроперазин (Мажептил)
- Флуфеназин (Модитен)
- Левомепромазин (Тизерцин)
- Перфеназин (Этаперазин)
- Зуклопентиксол (Клопиксол)
- Тиоридазин (Сонапакс)
- Сульпирид (Эглонил)
- Перициазин (Неулептил)
- Флупентиксол (Флюанксол)
- Алимемазин (Терален)
- Хлорпротиксен (Труксал)

##### Атипичные
- Клозапин (Азалептин)
- Рисперидон (Рисполепт)
- Амисульприд (Солиан)
- Палиперидон (Инвега)
- Зипрасидон (Зелдокс)
- Оланзапин (Зипрекса)
- Кветиапин (Сероквель)
- Арипипразол (Абилифай) — оборот в РФ ограничен
- Луразидон (Латуда)

## Анксиолитики и снотворные средства
Среди анксиолитиков и снотворных средств выделяют, в частности, бензодиазепины и Z-препараты.
Бензодиазепинам свойственно снотворное, анксиолитическое (противотревожное), противосудорожное, миорелаксирующее и амнестическое действие. Им присущ меньший риск передозировки и токсичности, чем барбитураты, по причине чего они вытеснили в клинической практике эти препараты.
Бензодиазепины были разработаны в 1950-х годах. Первоначально считалось, что они не вызывают привыкания в терапевтических дозах, но теперь известно, что, подобно барбитуратам и алкоголю, они могут вызывать синдром отмены. Обычно рекомендуются для кратковременного применения.
Z-препараты представляют собой группу препаратов, эффект которых сходен с эффектами бензодиазепинов и которые используются при лечении бессонницы.

### Распространённые препараты

#### Z-лекарственные снотворные средства
- Эсзопиклон — в РФ не зарегистрирован
- Залеплон (Соната)
- Золпидем — оборот в РФ ограничен
- Зопиклон (Имован)

#### Бензодиазепины
- Феназепам
- Лоразепам
- Гидазепам
- Алпразолам (Золомакс), анксиолитическое средство
- Хлордиазепоксид (Амексид), анксиолитическое средство
- Клоназепам (Клоназепам), анксиолитическое средство
- Диазепам (Сибазон), анксиолитическое средство
- Лоразепам (Лорафен), анксиолитическое средство
- Нитразепам (Нитразепам), снотворное
- Темазепам (оборот в РФ ограничен), гипнотик

#### Другие анксиолитики
- Гидроксизин
- Мепробамат
- Буспирон

## Стабилизаторы настроения (нормотимики)
В 1949 году австралиец Джон Кейд обнаружил, что соли лития могут контролировать манию, снижая частоту и тяжесть маниакальных эпизодов. Это позволило представить широкой публике ставший популярным препарат карбонат лития, который явился первым стабилизатором настроения, одобренным Управлением по санитарному надзору за качеством пищевых продуктов и медикаментов США. Помимо лития, свойствами стабилизировать настроение обладают несколько противосудорожных средств и атипичных антипсихотиков. Механизм действия стабилизаторов настроения до конца не изучен.

### Распространённые стабилизаторы настроения
- Литий (Литобид, Эскалит), старейший стабилизатор настроения
- Противосудорожные средства, также используемые для лечения эпилепсии:
  - Карбамазепин (Финлепсин) и родственное ему соединение окскарбазепин (Трилептал)
  - Вальпроевая кислота и её соли (Депакин, Конвулекс)
  - Ламотриджин (Ламиктал)
- Некоторые из атипичных антипсихотиков:
  - Арипипразол
  - Азенапин
  - Рисперидон
  - Оланзапин
  - Кветиапин
  - Клозапин
  - Луразидон
  - Карипразин

## Стимуляторы
Стимулятор — это препарат, стимулирующий центральную нервную систему, повышающий возбуждение, внимание и выносливость. Стимуляторы используются в психиатрии для лечения синдрома дефицита внимания и гиперактивности. Поскольку лекарства могут вызывать привыкание, пациенты с историей злоупотребления наркотиками, как правило, находятся под пристальным наблюдением или получают лечение без стимуляторов.

### Распространённые стимуляторы (оборот в РФ запрещён или ограничен)
- Метилфенидат (Риталин)
- Дексметилфенидат (Фокалин), активный декстроэнантиомер метилфенидата
- Смешанные соли амфетамина (Аддералл), смесь декстро/левоэнантиомеров амфетамина в соотношении 3:1
- Декстроамфетамин (декседрин), декстроэнантиомер амфетамина
- Лиздексамфетамин (Виванс), пролекарство, содержащее декстроэнантиомер
- Метамфетамин (Дезоксин), сильнодействующий, но редко назначаемый амфетамин